# Ильнеть
Ильнеть (тат. Илнәт) — село в Менделеевском районе республики Татарстан. Входит в состав Монашевского сельского поселения.

## География
Село находится в 16 километрах к северу от Менделеевска, расположено на реке Ерыкса.
Ильнеть находится в часовой зоне МСК (московское время). Смещение применяемого времени относительно UTC составляет +3:00.

## История
Известно с 1678 года. 
В дореволюционных источниках упоминается также под названием Малая Ярыкса. По одной из версий, основано марийцами-язычниками, бежавшими от насильственной христианизации в период царствования Ивана Грозного из местечка Эльнет (современный Моркинский район Республики Марий Эл).
В XVIII – первой половине XIX в. жители относились к категории государственных крестьян. Основные занятия жителей в этот период – земледелие и скотоводство.
По сведениям 1879 г., в селе функционировали хлебозапасный магазин, водяная мельница.
В 1871 г. по инициативе Вятского комитета православного миссионерского общества в селе открыта миссионерская школа (занятия велись на марийском языке по системе Ильминского).
В 1887–1888 гг. на средства владельца Бондюжского химического завода П.К.Ушкова построено здание школы, одновременно выполнявшее функции церкви, в 1892–1893 гг. на его же средства – дом для учителей (оба здания сохранились до наших дней, находятся в полуразрушенном состоянии; памятники архитектуры). В 1896–1900 гг. в школе учился, в 1900–1908 гг. работал учителем и директором марийский поэт Г.Микай (М.С.Герасимов).
До 1921 года село входило в Кураковскую волость Елабужского уезда Вятской губернии. С 1921 года находилось в составе Елабужского, с 1928 года — Челнинского кантона Татарской АССР. С 10 августа 1930 года находилась в Елабужском, с 10 февраля 1935 года — в Бондюжском, с 1 февраля 1963 года — в Елабужском, с 15 августа 1985 года — в Менделеевском районе.

## Население
По состоянию на 2002 год в селе проживало 354 человека (марийцы - 67%). На 2017 год 369 человек (марийцы - 91%, русские - 5%, татары - 4%). 
| Численность населения |      |      |      |      |      |      |      |      |      |      |      |      |
| 1859                  | 1887 | 1920 | 1926 | 1938 | 1949 | 1958 | 1970 | 1979 | 1989 | 2002 | 2010 | 2017 |
| 288                   | 306  | 579  | 607  | 544  | 479  | 419  | 553  | 457  | 362  | 354  | 396  | 369  |

## Образование и культура
В 1917–1921 гг. в селе действовала школа второй ступени (в 1921 г. была переведена в Елабугу). В 1921 г. открыта начальная школа, в 1932 г. реорганизована в семилетнюю, в 1938 г. – в среднюю, в годы Великой Отечественной войны – в начальную, затем вновь – в среднюю, ныне им. Микая (М.С.Герасимова), с 1996 г. в новом здании.
При школе в 1996 г. создан краеведческий музей им. Микая (основатели – С.Ю.Андреева, В.Ю.Кузнецова, А.Ю.Кузнецов). В 1955 г. на территории школы Союзом писателей СССР установлен обелиск первому марийскому поэту Микаю (М.С.Герасимову).
В селе действуют детский сад «Василёк» (с 1965 г.; ныне в здании школы), дом культуры, библиотека.
При доме культуры работает марийский фольклорный ансамбль «Элнет» (с 1979 г., с 1986 г. – народный; основатель и руководитель – Г.А.Мальгин).

## Известные уроженцы
М.С.Герасимов (Микай) (1885–1944, похоронен на сельском кладбище) – марийский поэт, педагог-просветитель, Герой Труда.
С селом связана жизнь народного поэта Республики Марий Эл Осмина Йывана, которого в годы сталинских репрессий Микай укрывал в родном селе, устроил его на работу в школу.